# Дюссельдорф-Дюссельталь

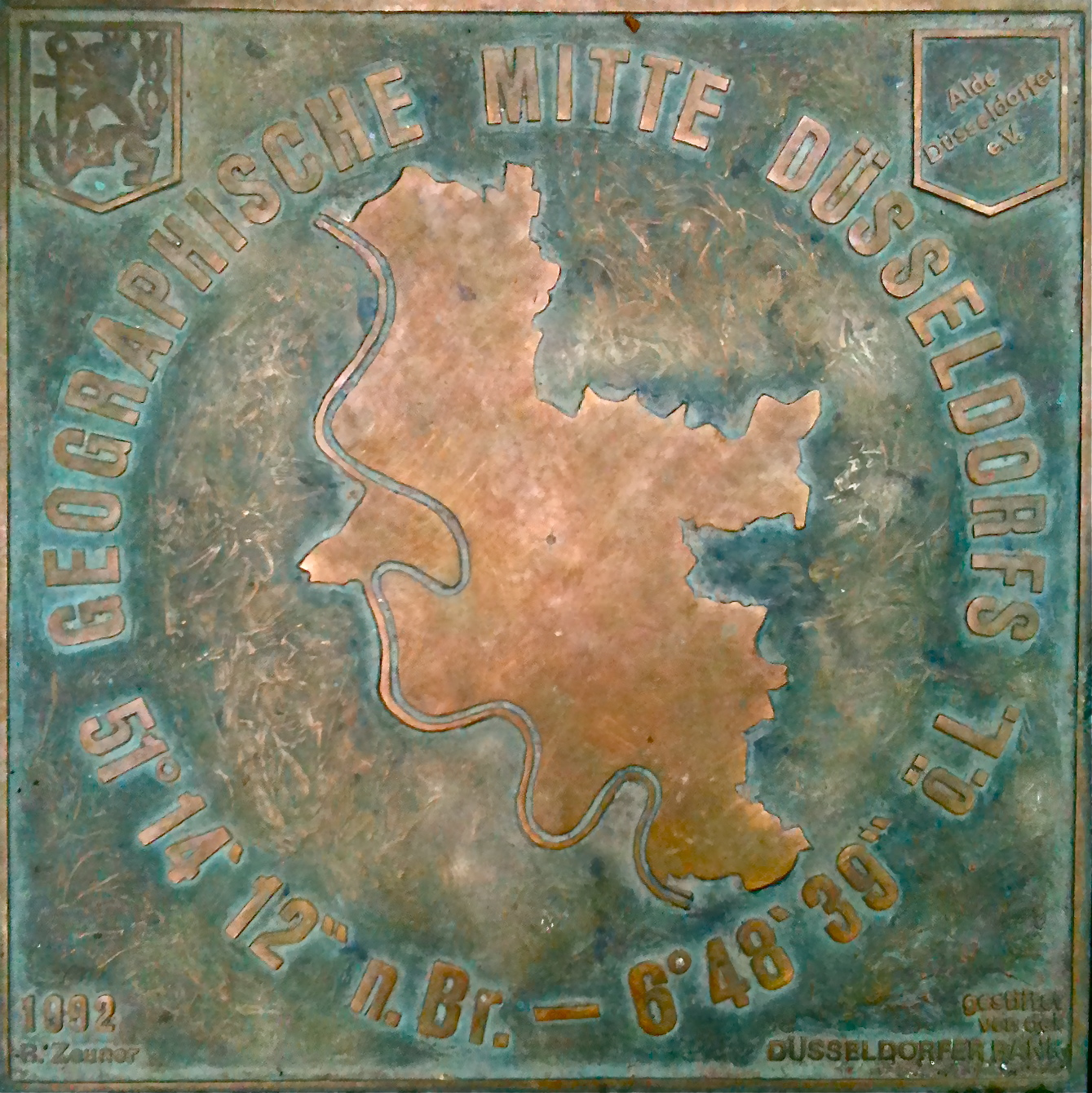
Географический центр Дюссельдорфа в Дюссельтале

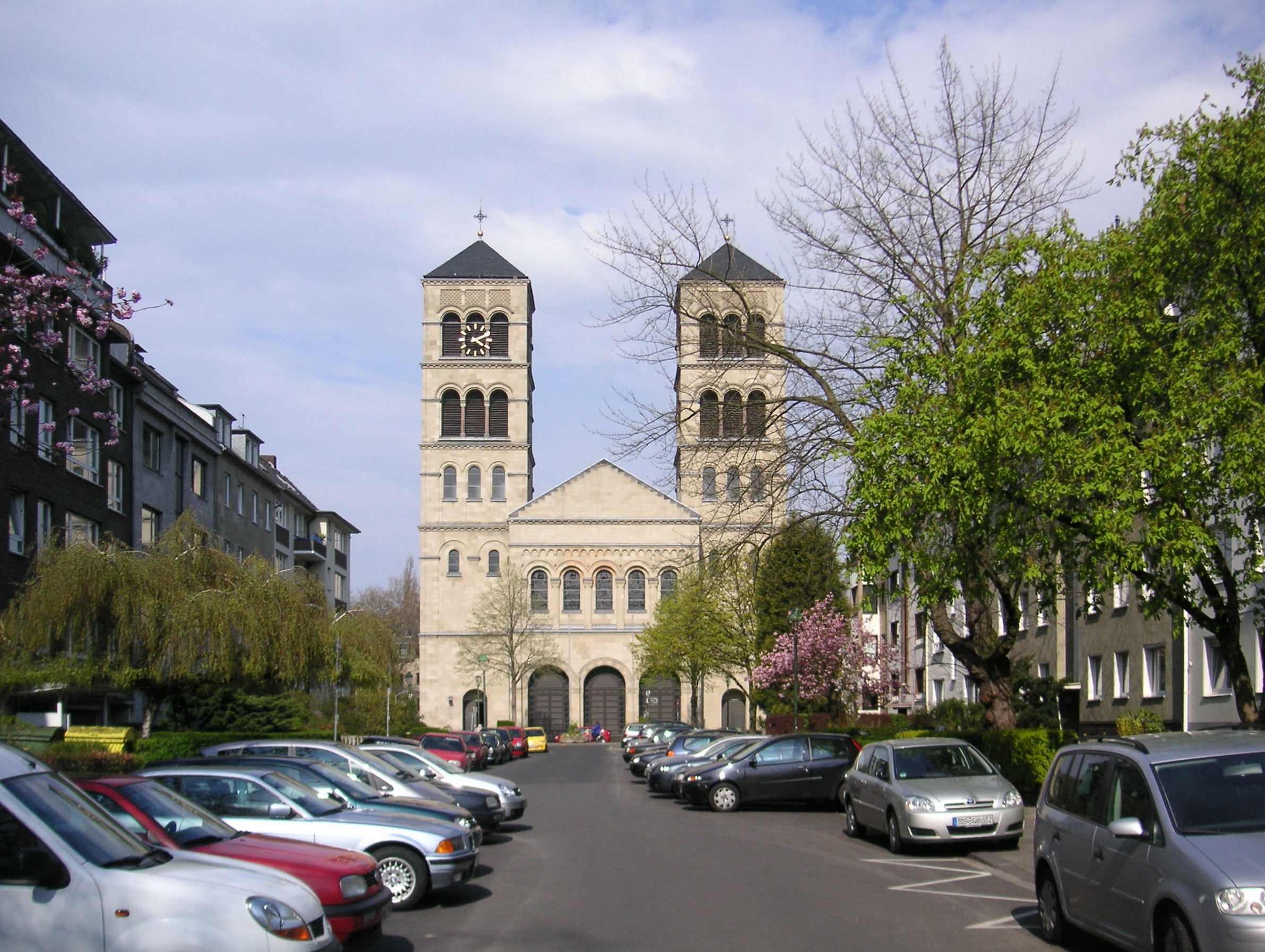
Католическая церковь св. апостола Павла

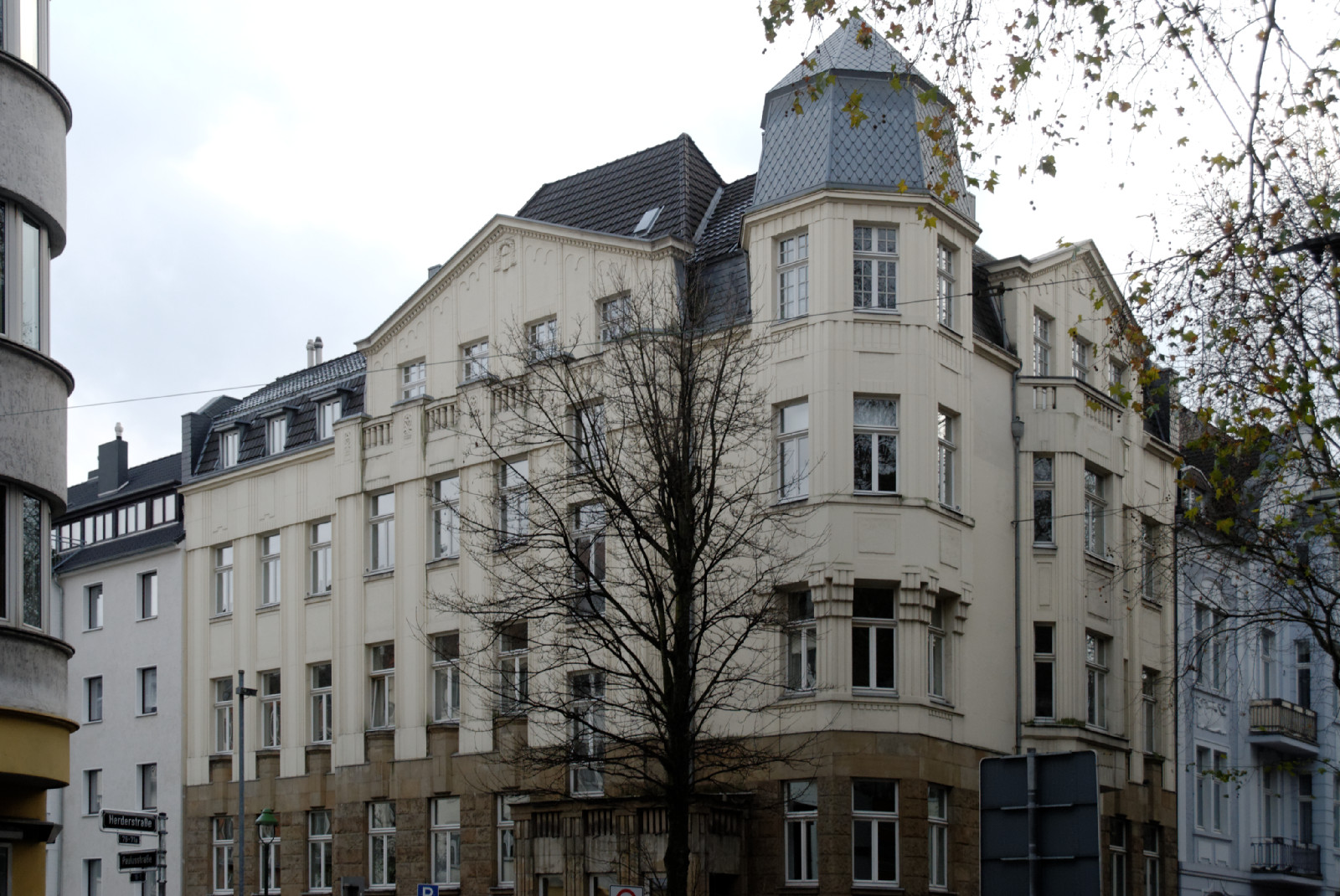
Типичная жилая застройка района Дюссельталь

Дюссельталь (нем. Düsseltal), - один из 50-ти административных районов Дюссельдорфа (Северный Рейн-Вестфалия, Германия), расположенный в центральной части города (округа 2).

## Положение
Экономико-географическое положение Дюссельталя очень выгодное. Он расположен в узле автомобильных и железнодорожных транспортных путей, соединяющих район не только с остальными районами Дюссельдорфа, но и со всеми соседними районами Северного Рейна-Вестфалии.  Несколько ухудшает положение отсутствие непосредственного выхода к реке Рейн и отсутствие крупной пассажирской железнодорожной станции.
С Дюссельталем граничат другие административные районы Дюссельдорфа: Дерендорф (Derendorf), Пемпельфорт (Pempelfort), Штадтмитте (Stadtmitte), Флингерн-Норд (Flingern-Nord), Графенберг (Grafenberg), Мёрзенбройх (Mörsenbroich).
Почти все границы района чётко выражены на карте города. С запада проходит основная железная дорога Кёльн-Берлин, с северо востока - магистральная улица Генриха (Heinrichstraße), а на юге оживлённая аллея Графенбергер (Grafenbergerallee). Благодаря наличию трёх железнодорожный пригородных платформ (Дерендорф (Derendorf), Зоопарк (Zoo), Верхан (Wehrhahn), трамвайным и автобусным линиям, жители района имеют быстрый доступ во все остальные районы Дюссельдорфа и ближайших окрестностей, а также в соседние города Нойс, Дуйсбург, Ратинген и др.

## История
Местность между старым Дюссельдорфом и городом Герресхайм вплоть до индустриализации начала XX века бюла мало заселена. Её владел местный рыцарь Хайк фон Флингерн (Hayc von Flingern). К старейшим зданиям Дюссельталя относятся две усадьбы Шпекера (Speckerhöfe) и мельница Бушер (Buscher Mühle), названная по имени её хозяина Иоханнеса де Бушо (Johannes de Buscho). Мельница упоминается уже в начале XIV века. В наши дни она является одной из немногих мельниц, сохранившихся вдоль речки Дюссель и единственной в пределах города Дюссельдорфа.

## Утраченные памятники истории и архитектуры
- Анфельдштрассе 107